# Anna Maria Zieglerin
Anna Maria Zieglerin (Pillnitz, ca. 1550 – Wolfenbüttel, 7 februari 1575)  was een Duitse alchemist die schuldig werd bevonden aan moord, poging tot vergiftiging en opzet tot inbraak. Ze werd veroordeeld tot de brandstapel.

## Biografie

### Vroege jaren
Veel van de informatie die historici hebben over het leven van Anna Maria Zieglerin is afkomstig van verhoren rondom haar rechtszaak. Ze werd te vroeg geboren en had hier volgens haar echtgenoot een zwakke gesteldheid aan overgehouden. Haar ouders behoorden tot de lagere adel in Saksen en Zieglerin groeide dan ook op aan het hof van August van Saksen in Dresden.
Haar ouders wilden haar uithuwelijken aan de jonker Nikolaus von Hamdorff, maar Zieglerin wees hem af, waarop Von Hamdorff haar verkrachtte en ze zwanger van hem raakte. In stilte beviel ze van haar kind en bracht het kind vervolgens om het leven. Haar ouders wisten haar vervolgens uit te huwelijken aan een edelman uit Rothenburg. Het huwelijk kwam al na negen weken ten einde toen haar echtgenoot om het leven kwam bij een ongeluk met een paard. Zieglerin kwam vervolgens in Gotha terecht waar haar broer een hoveling was van Johan Frederik II van Saksen. Haar broer en de hertog dwongen haar om met de hofnar Heinrich Schombach te trouwen en dit zou geen gelukkig huwelijk worden.

### Wolfenbüttel

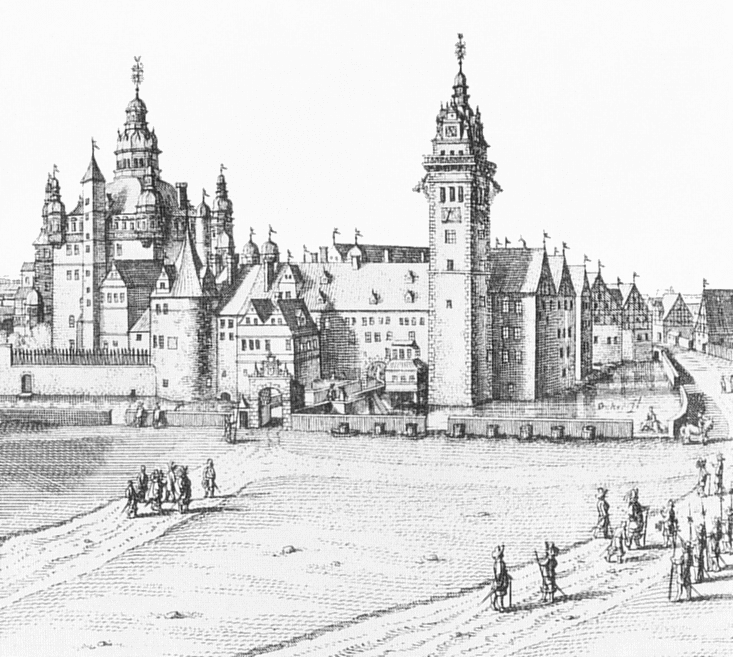
Het kasteel van Wolfenbüttel in 1654

Aan het hof van Gotha ontmoette Zieglerin in 1566 de alchemist Philipp Sömmering die in dienst van de hertog was. Een jaar later werd Gotha belegerd en sloegen Schombach, Zieglerin en Sömmering op de vlucht en kwamen ze terecht in Eschwege. In 1571 kreeg Sömmering een aanstelling aan het hof van Julius van Brunswijk-Wolfenbüttel en vroeg aan Schombach om als zijn assistent te mogen werken, waarop Zieglerin ook meekwam naar Wolfenbüttel. Zieglerin hielp Sömmering drie jaar lang bij zijn werkzaamheden. In de alchemie die Zieglerin beoefende, beloofde ze de productie van kinderen, zo is te lezen in een van haar brieven. Ook beloofde ze goud te kunnen maken. Zieglerin was geen uitzondering in deze periode; er waren meer vrouwen actief in de alchemie. Net als Zieglerin werden zij hier vaak bij betrokken via familieleden.
In de zomer van 1574 startte hertog Julius met een onderzoek naar de alchemisten die hij in dienst had. De aanklachten waarvan ze verdacht werden betroffen moord op een koerier, poging tot vergiftiging van hertogin Hedwig en het kopiëren van de sleutel van de kamers van de hertog met de intentie bepaalde papieren te stelen. Daarnaast klaagde de hertog hen aan voor het niet voltooien van hun beloofde alchemistische werken en het verzinnen van een uitgebreide leugen over een alchemistische deskundige, wiens geheimen het hof zouden verrijken en verlichten.
Nadat ze martelingen hadden ondergaan bekenden Zieglerin en de anderen de misdaden. Sömmering en Schombach werden gevierendeeld en Zieglerin stierf op de brandstapel.